# Naturschutzgebiet Steinbruch Schüren (Meschede)

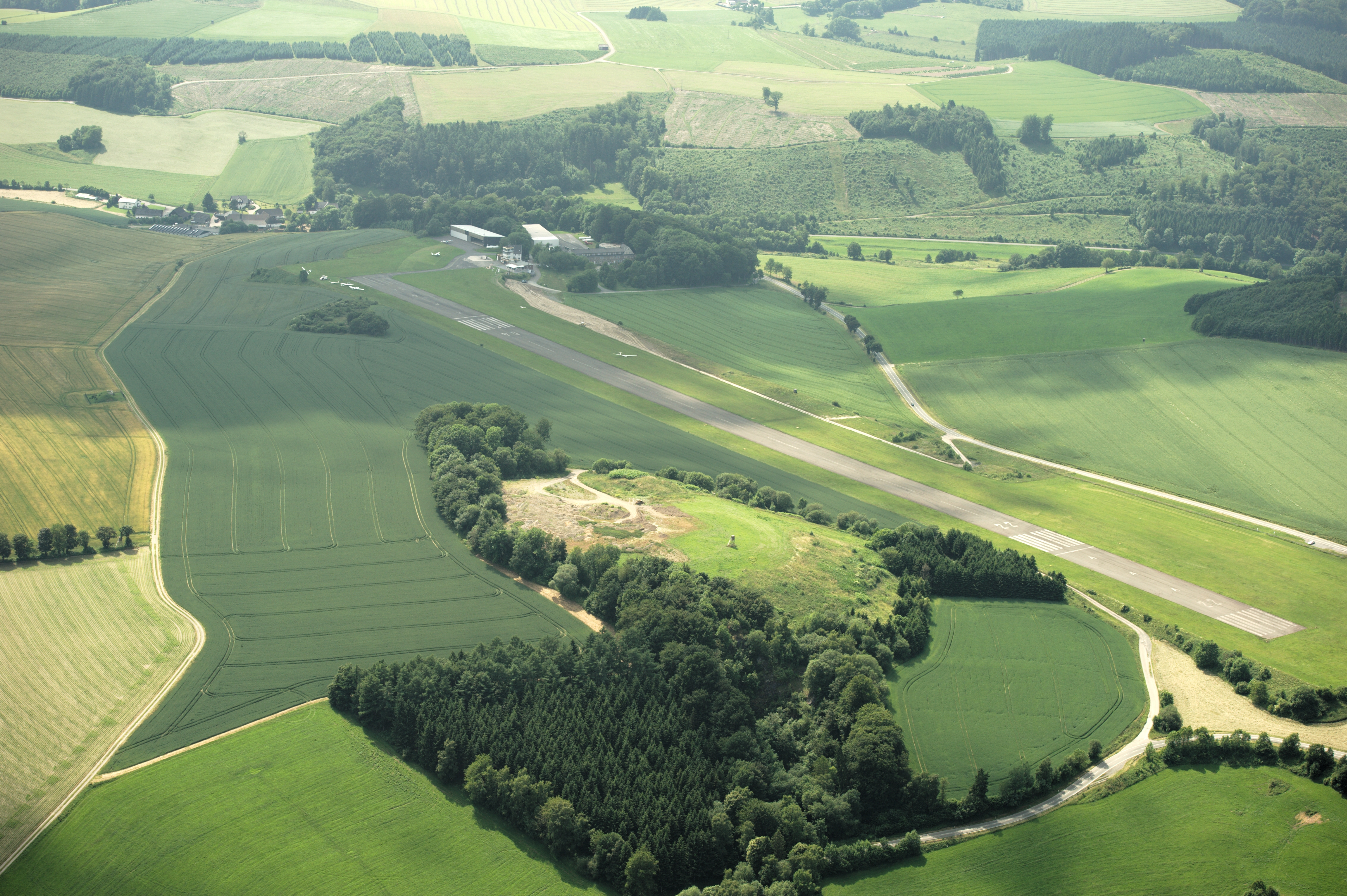
Das Naturschutzgebiet Steinbruch Schüren befindet sich im höheren Laubwald südlich des Flugfeldes

Das Naturschutzgebiet Steinbruch Schüren mit einer Flächengröße von 1,6 ha liegt östlich von Schüren im Stadtgebiet von Meschede. Das Gebiet wurde 1994 mit dem Landschaftsplan Meschede durch den Hochsauerlandkreis als Naturschutzgebiet (NSG) mit einer Flächengröße von 1,2 ha ausgewiesen. Bei der Neuaufstellung des Landschaftsplanes Meschede wurde das NSG erneut und minimal vergrößert erneut ausgewiesen. Im Stadtgebiet Dortmund gibt es ebenfalls ein Naturschutzgebiet Steinbruch Schüren.

## Gebietsbeschreibung
Beim NSG handelt es sich um einen ehemaligen Kalksteinbruch dessen Steinbruchsohle inzwischen mit Wald bedeckt ist. Nördlich bzw. nordwestlich befindet sich der Flugplatz Meschede-Schüren. Der westliche Teil des ehemaligen Steinbruchs wird als Boden- und Bauschuttdeponie genutzt. Bis zu 25 m hohe Felswände aus Sparganophyllum-Kalk befinden sich im Bruch. Oberkante, Wände und Sohle des Bruchs sind mit Gehölzen bewachsen. An den Felsen stehen örtlich Kleinfarne. Der Steinbruch Schüren ist ein strukturreicher, kaum betretener und somit weitgehend ungestörter Sekundärbiotop innerhalb der intensiv landwirtschaftlich genutzten Feldflur.

## Pflanzen im NSG
Auswahl vom Landesamt für Natur, Umwelt und Verbraucherschutz Nordrhein-Westfalen dokumentierte Pflanzenarten im Gebiet: Aufgeblasenes Leimkraut, Braunstieliger Streifenfarn, Echter Wurmfarn, Echtes Johanniskraut, Echtes Springkraut, Fuchssches Greiskraut, Großes Hexenkraut, Kleiner Wiesenknopf, Oregano, Riesen-Schwingel, Ruprechtskraut, Waldmeister und Weißes Labkraut.

## Schutzzweck
Zum Schutzzweck des NSG führte der Landschaftsplan auf: „Erhaltung und ggf. Optimierung eines wissenschaftlich und landeskundlich interessanten „geologischen Fensters“; Sicherung der natürlichen Entwicklungsprozesse eines störungsarmen Sekundärbiotops mit kleinräumig sehr unterschiedlichen Standortbedingungen (auch in Ergänzung von Rekultivierungsmaßnahmen im Bereich der westlich angrenzenden ehemaligen Deponie, so dass sich ein größerer naturnaher Biotopkomplex etablieren kann); Bewahrung des kulturgeschichtlichen Zusammenhangs dieser ehemaligen Materialgewinnung mit dem gegenüberliegenden Bodendenkmal „Kalkofen“.“